# Stephan Trabant
Stephan Trabant (* 25. August 1981 in Berlin) ist ein ehemaliger deutscher Boxprofi. Er ist der jüngere Bruder von Michel Trabant.

## Amateur
Trabant absolvierte 28 Amateurkämpfe mit 26 Siegen und wurde zweimal Berliner Jugendmeister.

## Profikarriere
1997 wechselte Stephan Trabant ins Profilager und boxte im Mittelgewicht.
Im Oktober 2000 wurde er durch einen TKO (Technischer Knockout)-Sieg in der achten Runde über Andy Liebing Deutscher Meister im Mittelgewicht. Im April 2001 gewann „Turbo Trabi“ in Berlin auch den Internationalen Deutschen Meistertitel im Mittelgewicht nach Punkten gegen Viktor Granic.
Am 8. Dezember 2001 wurde Stephan Trabant in Dessau mit einem Punktsieg Juniorenweltmeister des WBC.
Nach einer Punktniederlage gegen Roman Aramian im Oktober 2002 hängte er seine Boxhandschuhe vorübergehend an den Nagel. Im März 2006 und im Oktober 2007 absolvierte er noch zwei weitere Profikämpfe.

## Erfolge
- Deutscher Meister im Mittelgewicht 2000 und 2001
- Internationaler Deutscher Meister im Mittelgewicht 2001
- WBC-Juniorenweltmeister im Mittelgewicht 2001